# Punta Romero
Punta Romero es un cabo en la costa de Bowman de Grahamland en la Península Antártica. Se adentra en la ensenada de Solberg en el extremo oriental de Curran Bluff en el lado sur de la península de Joerg. Este nombre es originario de Argentina. Es parte del Nomenclador Antártico Argentino y del SCAR Composite Gazetteer de la Antártida.
Este cabo fue bautizado por los científicos argentinos.[cita requerida]